# NGC 6587
NGC 6587 је елиптична галаксија у сазвежђу Херкул која се налази на NGC листи објеката дубоког неба.
Деклинација објекта је + 18° 49' 33" а ректасцензија 18h 13m 50,8s. Привидна величина (магнитуда) објекта NGC 6587 износи 12,6 а фотографска магнитуда 13,6. NGC 6587 је још познат и под ознакама UGC 11166, MCG 3-46-20, CGCG 113-31, NPM1G +18.0533, PGC 61607.